# L'Odeur de l'essence
Singles de Orelsan
Millions
(2021) Jour meilleur
(2021)
L'Odeur de l'essence est une chanson d'Orelsan, sortie le 17 novembre 2021, via 7th Magnitude, 3ème Bureau et Wagram Music, en tant que premier single de son quatrième album studio, Civilisation (2021),. C'est sa première sortie en tant qu'artiste principal en près de quatre ans.

## Contexte et contenu
L'Odeur de l'essence se présente comme un réquisitoire contre les clashs médiatiques, mais aussi très engagé et très politique, ce qui est assez nouveau dans le répertoire de l'artiste.
Le concept du morceau se base sur un long texte engagé dénonçant les travers de la société, les dérives de la politique, le racisme et les inégalités, des thèmes souvent utilisés dans les œuvres du rap français. Ce texte, sans véritable refrain se présente donc comme un long réquisitoire avec une introduction, un pont très court, puis un long couplet.

« Les jeux sont faits, tous nos leaders ont échoué

Ils s'ront détruits par la bête qu'ils ont créée

La confiance est morte en même temps qu'le respect

Qu'est c'qui nous gouverne ? La peur et l'anxiété

On s'autodétruit, on cherche un ennemi
(…)

L'histoire appartient à ceux qui l'ont écrite

Plus personne écoute, tout l'monde s'exprime
(…)

L'intelligence fait moins vendre que la polémique
(…)

On s'bat pour être à l'avant dans un avion qui va droit vers le crash. »

La partie instrumentale, évolutive, s’appuie sur quelques effets, avec un rythme s'accélérant mais avec des passages où le beat est absent.

## Accueil
Les critiques musicaux ont acclamé les paroles de la chanson[réf. nécessaire], tandis qu'Interlude a qualifié la chanson de retour explosif et triomphant pour le rappeur.

## Classements et certification

### Classements hebdomadaires
| Classement (2021)                       | Meilleure position |
| --------------------------------------- | ------------------ |
| Belgique (Wallonie Ultratop 50 Singles) | 4                  |
| France (SNEP)                           | 1                  |
| Suisse (Schweizer Hitparade)            | 19                 |

### Certification
| Région                                                                                                 | Certification | Ventes/Streams |
| --- | ------------- | -------------- |
| France (SNEP)                                                                                          | Diamant       | 50 000 000*    |
| *Ventes selon la certification ^Mise en rayon selon la certification xNon précisé par la certification |               |                |

## Distinctions
Lors des Victoires de la musique 2022, L'odeur de l'essence remporte la Victoire de la chanson originale.

## Controverse
L'usage appuyé dans cette chanson du mot « mongol » est dénoncé comme « raciste et discriminatoire ».